# Nieciecz (województwo mazowieckie)
Nieciecz – wieś sołecka w Polsce położona w województwie mazowieckim, w powiecie garwolińskim, w gminie Wilga.
| SIMC    | Nazwa      | Rodzaj    |
| ------- | ---------- | --------- |
| 0693954 | Podgranica | część wsi |

Wieś królewska Nieciecza położona była w drugiej połowie XVI wieku w powiecie garwolińskim ziemi czerskiej województwa mazowieckiego. W latach 1975–1998 miejscowość położona była w województwie siedleckim.
Wierni Kościoła rzymskokatolickiego należą do parafii Matki Bożej Bolesnej w Mariańskim Porzeczu.